# 翟学伟
翟学伟（1960年11月—），南京大学社会学院教授，研究方向为中国社会与中国人心理及行为等。担任中国社会学会常务理事，中国社会心理学会常务理事，中华人民共和国教育部“长江学者”特聘教授。

## 生平
曾先后就读于南开大学社会学系、南京大学历史系。